# Алпијски вунасти пацов
Алпијски вунасти пацов (лат. Mallomys gunung, енгл. Alpine woolly rat) је сисар из реда глодара и породице мишева (лат. Muridae).

## Распрострањење
Индонезија је једино познато природно станиште врсте.

## Станиште
Алпијски вунасти пацов има станиште на копну.
Врста је по висини распрострањена до 4.050 метара надморске висине.

## Угроженост
Ова врста се сматра угроженом.

### Популациони тренд
Популација ове врсте се смањује, судећи по расположивим подацима.